# 佃實夫
佃 實夫（つくだ じつお、1925年（大正14年）12月27日 - 1979年3月9日）は、日本の小説家、文献学者。
徳島県阿南市出身。徳島青年師範学校中退。郵便局員、教員、徳島県立図書館司書、横浜市立図書館司書。1959年「ある異邦人の死」で芥川賞候補。晩年徳島に在住したモラエスを描いたもので、66年には大部の『わがモラエス伝』を上梓した。幕末・明治期を舞台として、『阿波自由党始末記』などの小説を書いた。1969年にポルトガル文化勲章受章。また文献学にも通じ、日外アソシエーツの『現代日本執筆者大事典』の編纂に携わった。

## 著書

### 単著
- 『わがモラエス伝』河出書房新社、1966年10月。
  - 『わがモラエス伝』河出書房新社、1983年2月。ISBN 978-4309003375。
- 『阿波自由党始末記』河出書房新社、1967年5月。
- 『文献探索学入門』思想の科学社、1969年7月。
  - 『文献探索学入門』（増補版）思想の科学社、1977年3月。
  - 『文献探索学入門』（改訂新版）思想の科学社、1978年7月。
- 『若き志士たち』毎日新聞社、1970年6月。
  - 『若き志士たち』集英社〈コンパクト・ブックス〉、1973年9月。
- 『失われた歴史』筑摩書房〈ちくま少年図書館 9〉、1971年1月。ISBN 978-4480040091。
- 『ビジネスマンのための文献探索法』文和書房、1971年7月。
  - 『文献探索法』（補訂版）文和書房、1977年3月。
- 『歴史に見る集団経営の天才たち』ダイヤモンド社、1972年7月。
- 『赤と黒の喪章』文和書房、1972年8月。
- 『知識の設計』文和書房、1973年10月。
  - 『知識の設計 知的読書のすすめ』（増補版）文和書房、1979年10月。
- 『定本阿波自由党始末記』新人物往来社、1973年7月。
- 『志士と壮士の歌』新人物往来社、1973年2月。
- 『徳島歴史散歩 阿波踊のくに』創元社、1974年8月。
- 『横浜歴史散歩 文明開化のふるさと』創元社、1975年。
- 『緋の十字架』 上、文和書房、1975年11月。
- 『緋の十字架』 下、文和書房、1975年11月。
  - 『緋の十字架』 上（新装版）、文和書房、1979年3月。
  - 『緋の十字架』 下（新装版）、文和書房、1979年3月。
- 『わが小泉八雲』河出書房新社、1977年2月。
- 『死者は語らず』角川書店〈「宝石」傑作選集 1〉、1978年12月。
- 『一人だけの大学』文和書房、1979年9月。
- 『五木寛之の美学』講談社、1979年9月。
- 『佃実夫の中国紀行アルバム』日外アソシエーツ、1980年7月。ISBN 978-4816900211。

### 編著
- 佃実夫 編『モラエス案内』徳島県立図書館〈徳島文化 19号〉、1955年7月。

### 共著
- 佃実夫、内田四方蔵『横浜史話散歩 近代化うら話』創元社、1977年12月。ISBN 978-4422204499。

### 共編
- 佃実夫、稲村徹元共編 編『辞典の辞典』文和書房、1975年10月。
- 佃實夫、石井紀子、井上如、深井人詩、勝又浩共編 編『現代日本執筆者大事典』 第1巻（人名 あ～お）、天野敬太郎監修、日外アソシエーツ、1978年5月。
- 佃實夫、石井紀子、井上如、深井人詩、勝又浩共編 編『現代日本執筆者大事典』 第2巻（人名 か～し）、天野敬太郎監修、日外アソシエーツ、1978年9月。
- 佃實夫、石井紀子、井上如、深井人詩、勝又浩共編 編『現代日本執筆者大事典』 第3巻（人名 す～は）、天野敬太郎監修、日外アソシエーツ、1978年11月。
- 佃實夫、石井紀子、井上如、深井人詩、勝又浩共編 編『現代日本執筆者大事典』 第4巻（人名 ひ～わ）、天野敬太郎監修、日外アソシエーツ、1979年3月。
- 佃實夫、石井紀子、井上如、深井人詩、勝又浩共編 編『現代日本執筆者大事典』 第5巻（索引）、天野敬太郎監修、日外アソシエーツ、1980年4月。
- 加太こうじ、佃実夫共編 編『流行歌の秘密』文和書房、1970年12月。
- 大城立裕、佃実夫、大野明男共編 編『これがコラムだ その秘訣・実例・研究』文和書店、1975年11月。

## 受賞
ポルトガル文化勲章（1969年）